# Lucien Michard
Lucien Michard (Épinay-sur-Seine, 17 novembre 1903 – Aiguillon, 1º novembre 1985) è stato un pistard francese.
Professionista dal 1925 al 1938, vinse la medaglia d'oro nella velocità ai Giochi olimpici di Parigi del 1924.

## Carriera
Si impose per quasi un decennio nelle gare di velocità: iniziò l'attività sportiva all'età di 19 anni e a 20 vinse il campionato mondiale dilettanti. Una volta diventato professionista, vinse quattro campionati mondiali consecutivi, dal 1927 al 1930; nel 1931 a Copenaghen a causa di una decisione arbitrale, a discapito delle foto, fu secondo: il titolo andò al danese Falk Hansen.
In seguito vinse ancora tre campionati di Francia (1933, 1934, 1935) e si aggiudicò cinque Gran Premi di Parigi. Il suo record del mondo sui 500 metri lanciati (29"4/5) stabilito nel 1932 rimase imbattuto per quarant'anni.

## Palmarès
- 1922

Campionati francesi, Velocità Dilettanti
Gran Premio di Parigi
Gran Premio di Riguelle
- 1923

Campionati del mondo, Velocità Dilettanti (Zurigo)
Campionati francesi, Velocità Juniors
- 1924

Giochi della VIII Olimpiade, Velocità (Parigi)
Campionati del mondo, Velocità Dilettanti (Parigi)
Campionati francesi, Velocità Dilettanti
Campionati francesi, Velocità Juniors
Campionati francesi, Velocità Militari
Gran Premio di Parigi
Gran Premio dell'UVF
- 1925

Campionati francesi, Velocità
Gran Premio della Repubblica
Gran Premio dell'UVF
- 1926

Gran Premio della Toussaint
Gran Premio dell'UVF
- 1927

Campionati del mondo, Velocità (Colonia)
Campionati francesi, Velocità
Gran Premio della Repubblica
Gran Premio di Copenaghen
- 1928

Campionati del mondo, Velocità (Budapest)
Campionati francesi, Velocità
Gran Premio dell'UVF
Gran Premio dell'Angoulême
Gran Premio del Clermont
- 1929

Campionati del mondo, Velocità (Zurigo)
Campionati francesi, Velocità
Gran Premio della Repubblica
Gran Premio della UCI
Gran Premio di Copenaghen
- 1930

Campionati del mondo, Velocità (Bruxelles)
Campionati francesi, Velocità
Gran Premio di Parigi
Gran Premio della UCI
Gran Premio di Copenaghen
- 1931

Gran Premio di Parigi
Gran Premio dell'UVF
- 1932

Gran Premio di Parigi
Gran Premio dell'UVF
Gran Premio dalla LVB
Gran Premio della Repubblica
Challenge Victor Goddet
Gran Premio del Clermont
- 1933

Campionati francesi, Velocità
Gran Premio dell'UCI
- 1934

Campionati francesi, Velocità
Critérium National
Gran Premio di Brest
Gran Premio di Amiens
Gran Premio di Reims
- 1935

Campionati francesi, Velocità
Gran Premio di Parigi
Coppa Europa
Challenge Victor Goddet
Gran Premio di Algeri
Gran Premio di Amiens
Gran Premio di Colonia
- 1936

Gran Premio di Parigi
Critérium National
Critérium International
Gran Premio di Cognac
- 1937

Gran Premio dell'UCI
Critérium National d'hiver

### Altri successi
- 1931

Record del mondo 1/2 miglio
Record del mondo chilometro lanciato
Record del mondo 3/4 miglio con partenza da fermo
- 1932

Record del mondo 500 metri con partenza lanciata
- 1938

Record del mondo 500 metri tandem con partenza da fermo (con Louis Chaillot)
Record del mondo 1/2 miglio tandem con partenza da fermo (con Louis Chaillot)
Record del mondo 3/4 miglio tandem con partenza da fermo (con Louis Chaillot)

## Piazzamenti

### Competizioni mondiali
- Campionati del mondo

Zurigo 1923 - Velocità Dilettanti: vincitore
Parigi 1924 - Velocità Dilettanti: vincitore
Amsterdam 1925 - Velocità: 3º
Milano 1926 - Velocità: 3º
Colonia 1927 - Velocità: vincitore
Budapest 1928 - Velocità: vincitore
Zurigo 1929 - Velocità: vincitore
Bruxelles 1930 - Velocità: vincitore
Copenaghen 1931 - Velocità: 2º
Roma 1932 - Velocità: 2º
Parigi 1933 - Velocità: 2º
Lipsia 1934 - Velocità: 4º
Bruxelles 1935 - Velocità: 4º
Zurigo 1936 - Velocità: 4º
Giochi olimpici
Parigi 1924 - Velocità: vincitore